# یاسواکی تاکومی
یاسواکی تاکومی (انگلیسی: Yasuaki Takumi; ۲۳ اکتبر ۱۹۸۲ – ) بازیگر، و صداپیشه اهل ژاپن است. وی از سال ۲۰۰۴ میلادی تاکنون مشغول فعالیت بوده‌است.